# Конгресс латышей Латгалии
Конгресс латышей Латгалии, также Первый конгресс латышей Латгалии (латг. Pyrmais Latgolys latvīšu kongress), 26 апреля (9 мая) — 27 апреля (10 мая) 1917 года — первое демократически избранное собрание представителей латышей Латгалии, на котором было решено, что латыши Латгалии, Видземе и Курземе — один народ и Латгалия объединится с остальными регионами будущего Латвийского государства на одной земле. Конгресс прошёл в Резекне.
Решение конгресса, принятое в декларативном порядке, было подкреплено 24 декабря 1917 (6 января 1918 года) в Валке Исполнительным комитетом Совета рабочих, солдатских и безземельных депутатов Латвии (Исколат), принявшим декларацию о самоопределении Латвии в составе Советской России и обратившимся к Совету народных комиссаров Советской России с просьбой передать в состав Латвии латгальские уезды Витебской губернии.

## Осознание единства
Идея объединения балтийских и латгальских латышей возникла у католического священника, преподавателя Санкт-Петербургской духовной семинарии и латгальского просветителя Франциса Трасуна, а продвигать её он начал на государственном уровне с 1904 года, когда вступил на кафедру Резекненского костела Сердца Иисусова, а затем был избран депутатом I Государственной думы России от Витебской губернии, в которую в тот момент входила Латгалия.
«Мы думаем, что только мы настоящие латыши, а все остальные — такие-сякие. Одна часть народа смотрела на другую как на чужаков: для латгальца курземец или видземец был не кто иной, как „чиуль“, а видземцам латгалец представлялся „темным поляком“, — писал Трасун в 1907 году. — Обеим сторонам нужно разрушить стену, которая была построена вдоль Айвиексте».
Стена — это было не только административное деление между Лифляндской губернией, где жили «балтийские латыши» (за рекой Айвиексте), и Инфлянтией (частью Речи Посполитой, отошедшей к России в 1772 году и присоединенной в 1802-м к Витебской губернии). Развитие капитализма затронуло Лифляндию раньше, безземельных крестьян обеспечивала работой промышленная Рига, где на рубеже XIX и XX веков уже издавались газеты, были латышские школы и библиотеки.
Различия балтийских и латгальских латышей коренились в самом укладе жизни. У первых бытовала система хуторов, передаваемых по наследству старшему сыну, и скупка земельных наделов у беднейших с формированием крупных участков. «Помещики нас раздевают», — кричали безземельные крестьяне и подавались в батраки или в города, на фабрики. В 1850-70 годы началась миграция латышей в российские губернии — Новгород, Могилев, Минск, Уфу, Псков, где земля была доступной и сформировались значительные латышские колонии.
В Латгалии землю делили «по головам» — каждому мужчине в семье полагался надел, со временем они мельчали, что тоже вело к бедности — на 4 га не разбогатеешь. Крупных промышленных городов в Латгалии не было, так что беднякам оставалось ехать в Петербург или подаваться в бурлаки. Миграция крестьян из Латгалии началась позже: на рубеже веков, и поехали они на восток, в Сибирь, на благодатные неосвоенные земли Омской губернии и окрестностей.
Балтийские латыши стартовали в новой сословной истории лет на 50 раньше: интеллигенцию у них сформировали выходцы из зажиточного слоя (Кришьянис Барон был сыном помещичьего старосты, родители Юриса Алунана арендовали фольварк). К началу XX века сложилась своя культурная традиция. Места священников в Видземе и Курземе были монополией балтийских немцев, тогда как в Латгалии быть священником было престижно и служба велась на местном наречии.
Как и деятели латышской Атмоды, латгальские католические интеллигенты получили образование и первые возможности сформулировать свои идеи в столице империи — Санкт-Петербурге.
Там же начала выходить первая газета на латгальском языке — Gaisma (Свет — лат.). Её издавал Францис Кемп в 1905—1906 годах, вышло 26 номеров. Ещё ранее он организовал в Санкт-Петербурге нелегальный молодёжный кружок Guņkurs («Костер»), издававший в 1903 году журнал Zvaigzne («Звезда»). Несколькими годами ранее Кемпс издал азбуку для латгальских детей Lementars latwišu bārnim и молитвенник Zalta altaris, dzīsmu un lyugšonu gromota. Азбука и молитвенник потребовали немалых средств, и Ф. Кемпс продал доставшееся от отца наследство за три тысячи золотых рублей и напечатал книги во французской типографии Петербурга. Считается, что его инициатива подтолкнула живших в Петербурге латгальцев, в том числе и Ф.Трасуна, «забыть» латышский и перейти на латгальский. Впоследствии Кемп продолжил издательскую деятельность, выпуская газету «Ļiaužu Bolss» (Голос народа, — латг.).
Они были хорошо знакомы друг с другом: Трасун преподавал Кемпу в семинарии. Однако Кемп ушел из неё, не окончив курса. В 1901 году он вступил в Измайловский полк лейб-гвардии, в 1902-м получил офицерское звание и одновременно подступил в Институт гражданских инженеров.
Мозговым центром латгальской Атмоды стало Петербургское отделение Русского музыкального общества, в котором состояли практически все работающие и учившиеся в столице выходцы из Латгалии.

## История
Вскоре после Февральской революции 1917 года Латгальское общество помощи жертвам войны (Latgalīšu bīdreibas paleiga kara upurem) 12 марта в Санкт-Петербурге провело большое совещание латгальской интеллигенции, рабочих и солдат, на котором обсуждалось отделение Даугавпилса, Лудзы и Резекне от Витебской губернии и присоединение этих уездов к территориям, населённым латышами в Курземе и Видземе. Большинство присутствующих делегатов проголосовали за объединение (43 против 23), таким образом, была избрана организационная комиссия для созыва объединительного конгресса.
6-7 апреля в Резекне прошло совещание общественников Латгалии, которое направило телеграмму члену Государственной думы Иоанну (Янису) Голдманису с предложением объединить все латышские земли в одной автономной области. На собрании принято решение созвать народный конгресс в Резекне, на который избрать делегатов по два от каждой волости или общины, по 2-4 от батальонов латышских стрелков, по одному от компактно проживающих латгальских колоний в Российской империи. Председателем оргкомитета был избран священник Никодем Ранцан. Для охраны конгресса в Резекне были доставлены около 40 латышских стрелков под руководством Яниса Рубулиса.
«Стрелки охраняли конгресс, потому что в Резекне большую часть населения составляли вовсе не латгальцы, а евреи. Поэтому сторонники объединения с Видземе и Курземе составляли меньшинство, и у их идей хватало недоброжелателей, — поясняет сотрудник Латгальского культурно-исторического музея К.Строд. — Местные иудеи и традициями, и религией были связаны с сородичами Витебщины и Вильно. Для представителей других национальностей идея воссоединения была чужой, за исключением староверов, которые это решение поддержали».
Конгресс начался 26 апреля с массового шествия, в котором были замечены также враждебно настроенные к конгрессу люди. Началу конгресса предшествовала торжественная месса в резекненском Соборе Сердца Иисусова, которую совершил декан Резекненской католической церкви Н. Ранцан. Там впервые прозвучала торжественная песня «Боже, благослови Латвию» (Dievs, svēti Latviju), уже принятая как национальный символ балтийскими латышами. Там же впервые официально был развёрнут красно-бело-красный флаг с надписью Brīva Latvija (Свободная Латвия — лат.), который специально для конгресса изготовила Лавизе Путныня, учительница Митавской (Елгавской) cельскохозяйственной школы, эвакуированной в Резекне из-за войны.
В конгрессе приняли участие 350 делегатов, или них 232 с правом голоса, остальные — гости. Право голоса было предоставлено только латгальцам, представители других национальностей его не получили. Первое заседание прошло в кинотеатре «Диана». Конгресс выдвинул на пост председателя кандидатуры видных деятелей латгальского возрождения, публицистов и издателей Ф. Трасуна и Ф.Keмпа.
Однако вскоре Ф. Keмп и 38 его сторонников покинули конгресс. Есть несколько версий о том, почему они так поступили. Одна из версий заключается в том, что Кемп не был согласен с тем, что ему не дают ещё раз высказаться с трибуны конгресса (в регламенте было решено, что выступать можно только один раз, но некоторые делегаты выступали по два раза). Другая версия гласит, что Кемп покинул конгресс, так как было отклонено его предложение вначале создать крепкое самоуправление Латгалии, и только тогда на общих основаниях объединиться с остальными краями Латвии. Была отклонена также его просьба подписать документ, в котором бы гарантировалось невмешательство балтийских латышей в дела латгальского языка, религии и школы.
После приветствий последовали основной доклад Я.Ранцана о положении латгальцев в России и отношениях с латышами Видземе и Курземе . В следующих дебатах поддержали мнение, что латыши Латгалии, Видземе и Курземе — один народ.
На второй день дебаты прошли в помещениях Резекненской торговой школы и в результате были приняты следующие решения:
1. в объединённой Латвии Латгалия должна иметь права автономии;
2. латгальцы поддерживают свой язык в церкви, школах и во всех учреждениях Латгалии;
3. в религиозных делах католическое духовенство имеет право поддерживать прямые связи с Римским папой.

Для реализации этого решения конгресс избрал Временный земский совет Латгалии с 60 депутатскими местами, из них 24 были зарезервированы для польского, русского и еврейского меньшинств. Председателем совета был избран Францис Трасун.
Как ответная мера Конгрессу латышей Латгалии было организовано Совещание русских Латгалии в Резекне 2 (15) июля, которое решило, что уездам Латгалии следует оставаться в составе Витебской губернии. Несмотря на решения, принятые на конгрессе, Временное правительство России колебалось принять решение о слиянии латышских населенных округов, хотя 30 марта (12 апреля) 1917 года издало распоряжение о присоединении населенных эстонцами уездов Лифляндской губернии к Эстляндской губернии.

## Концепции и движущие силы
Два главных идейных оппонента, Францис Трасун и Францис Кемп, различались во взглядах на будущее латышей Латгалии. Первый хотел как можно быстрее объединить их с латышами Курземе и Видземе, второй опасался превалирования более продвинутых в национально-культурном отношении регионов, и его опасения сбылись.
Кемп настаивал, чтобы объединение происходило с письменными гарантиями, и требовал этого у гостей из Видземе и Курземе (например, Зигфрида Анны Мейеровица (будущего министра иностранных дел Латвийской Республики) и Яниса Залитиса, действовавшего депутата Государственной думы России). «Устные гарантии забудутся, и мы станем такими же, как все остальные, и никого не будет интересовать, что латгальцы хотят свои школы, что в Риге они хотят сделать епископскую кафедру», — предупреждал Ф. Кемп.
Однако будучи в оппозиции, Кемп не стремился очернить своих политических оппонентов, он приложил все силы к сохранению латгальской самобытности. В дальнейшем оба Франциса были депутатами Сейма Латвии, участвовали в разработке Конституции страны, вместе боролись за права Латгалии. В своей монографии «Судьбы Латгалии» (Latgales likteņi), вышедшей в 1938 году, Францис Кемп спокойно, без обид говорит о Конгрессе в Резекне.

## Исследования и память
В преддверии столетия Конгресса латышей Латгалии и столетия латвийской государственности — газета «СейЧас» и информационно-новостной портал www.grani.lv начали исследовательский проект «Конгресс латышей Латгалии: история и современность». Его поддержали Латвийский фонд культурного капитала и Резекненская городская дума, распоряжение об организации рабочей группы подписала премьер-министр Лаймдота Страуюма 31 августа 2015 года. В рабочую группу под руководством председателя Резекненской думы Александра Барташевича вошли представители самоуправлений и учреждений культуры, учёные, представители региональных и латгальских общественных организаций.
К столетию конгресса в Резекне установлен памятник в его честь. 2 июня 2016 году депутаты Резекненской городской думы постановили выбрать главной надписью для будущего памятника надпись на латышском языке — слова Яна Райниса «I Kurzeme, i Vidzeme, i Latgale mūsu» («И Курземе, и Видземе, и Латгале — наши». — лат.). Однако это вызвало возмущение общества «Латгальский Сейм» (Latgolys Saeima) — рабочим языком конгресса был латгальский, резолюция конгресса и решение об объединении Латвии были составлены на латгальском. «Памятник с надписью на латгальском будет как письмо длиной в столетие от латгальцев, напоминанием о решении латгальского народа о своем самоопределении, которое легло в основу создания государства, и удостоверение того, что резолюция конгресса не была пустым звуком и латгальский язык жив», — заявил председателя правления общества Харис Бернанс.
Это пожелание было услышано: вместо цитаты Райниса на монументе помещена цитата организатора и вдохновителя конгресса Франциса Трасуна: «Varai pīdar laiceiba, taisneibai — myužeiba.» «Власти принадлежит миг, правде — вечность.» Её дополнили пояснением на латгальском языке: «1917. goda 26. un 27. aprelī (p. v. st.) itymā vītā kinoteatrī „Diana“ nūtyka Pyrmais Latgolas kongress, kas lēme par apsavīnōšonu ar Kūrzemi un Vidzemi». «26 и 27 апреля 1917 года на этом месте в кинотеатре „Диана“ состоялся Первый съезд латышей Латгалии, который принял решение об объединении с Курземе и Видземе».
Автор эскиза монумента, победившего в конкурсе, — Висвалдис Асарис — использовал символику триединства Латвии, установив три валуна, обозначающие Курземе, Видземе и собственно Латгалию, опоясанные бронзовым поясом с национальным орнаментом. В центре памятника, который «задуман в простых формах» и издали, по словам автора, может «напоминать колодец или мельничный жернов», над камнями возвышается контур Латвии.
Памятник торжественно открыт 5 мая 2017 года президентом Латвии Раймондом Вейонисом и мэром Резекне Александром Барташевичем.
К 100-летию Конгресса политик латгальского происхождения Янис Урбанович выпустил на основе архивных материалов монографию «Как создавали Латвию. Конгресс в Резекне, с которого началась история Латвийской Республики», в которой высказал мысль, что именно Резекненский съезд стал первым шагом к созданию независимой Латвии, а решение съезда об объединении Латгалии с Курземе и Видземе было фундаментом для дальнейшего строительства латвийской государственности.